# Freineda
Freineda ist eine Gemeinde und ein Ort im Nordosten Portugals.

## Geschichte
Steingräber belegen eine vorgeschichtliche Besiedlung. Von den ursprünglich über 100 Gräbern sind heute nur noch drei erhalten, die übrigen fielen dem Bau der Eisenbahnlinie Linha da Beira Alta Ende des 19. Jahrhunderts zum Opfer.
Der heutige Ort entstand vermutlich im Verlauf der mittelalterlichen Reconquista und der folgenden Bevölkerungspolitik. Die Gemeindekirche wurde 1320 in den Registern des Königs D. Dinis aufgeführt.
Während der napoleonischen Invasionen ab 1808 zogen mehrfach französische und britisch-portugiesische Armeen durch das Gemeindegebiet. Der englische Befehlshaber Generall Wellington nahm von November 1812 bis Mais 1813 in Freineda Quartier, sein Quartier blieb erhalten und steht heute unter Denkmalschutz.
In Folge der Anwesenheit des britisch-portugiesischen Heeres erlebte der Ort danach einigen Aufschwung, und erneut durch den Bau der Eisenbahn Ende des 19. Jahrhunderts. Seit den 1960er Jahren leidet die Gemeinde jedoch unter starker Abwanderung, wie viele der Landgemeinden der Region.

## Verwaltung
Freinede ist Sitz der gleichnamigen Gemeinde (Freguesia) im Kreis (Concelho) von Almeida im Distrikt Guarda. In ihr leben 188 Einwohner auf einer Fläche von 29 km² (Stand 19. April 2021).
Die Gemeinde besteht nur aus dem namensgebenden Ort.